# Likert-skala
Likert-skala er en skala brugt i samfunds- og psykologisk videnskab til at måle holdninger. Den blev udviklet af den amerikanske socialpsykolog Rensis Likert i 1932, og bliver ofte anvendt i moderne forskning, evalueringer, udredninger og markedsundersøgelser. Respondenten forholder sig til et udsagn ved at vælge en svarkategori. Skalaen kendetegner sig ved at være bipolar, dvs. måle retningen af holdningen, samt lade respondenten give udtryk for styrken af sin holdning.
Ofte består likertskalaen af fem kategorier: "Meget enig", "Enig", "Hverken eller", "Uenig" og "Meget uenig". Skalaen kan dog bruges i andre variantioner med syv, ni eller flere svarkategorier. Skalaen indeholder typisk en midterkategori, hvor respondenten kan placere sig, hvis vedkommende hverken hælder mod den ene eller anden retning, men denne kan desuden udelades, hvis man vil tvinge respondenter til at tage stilling.
I en klassisk likertskala med fem, syv eller ni kategorier præsenteres alle svarkategorierne for respondenten på samme tid. Man kan imidlertid dele spørgsmålet op, så respondenten først skal give sin holdning tilkende og derefter tage stilling til styrken af denne holdning. Første spørgsmål vil derfor spørge ind til om man er "Enig", "Uenig" eller "Hverken eller", og næste spørgsmål vil spørge ind til om man er meget eller lidt enig / uenig. To-spørgsmålsdesignet har vist sig at medføre, at respondenter er mere villige til at svare ude i ekstremerne sammenlignet med et-spørgsmålsdesignet.
Da skalaen ofte bliver brugt, betyder det at offentligheden generelt er bekendt med skalaen. Den kan derfor være med til at nedsætte de kognitive omkostninger, respondenter har ved at besvare en survey, da respondenten ikke behøver at forholde sig til en ny skala. Omvendt kan genbruget af skalaen også medføre, at respondenter genbruger deres besvarelser over flere spørgsmål. Dette gør sig især gældende, når likertskalaen bliver brugt i et batteri, hvor respondenten skal forholde sig til en lang række udsagn med samme skala lige efter hinanden.
Selvom der i den videnskabelige metodelitteratur, der forsker i netop videnskabelige metoder, er konsensus om, at likertskalaen har et ordinalt måleniveau, bliver skalaen ofte brugt som var den en intervalskala. Det betyder, at man antager, at afstanden mellem de enkelte svarkategorier er lige lange, og man derfor kan erstatte kategorierne med tal. Ud fra den antagelse er afstanden mellem "Hverken eller" og "Meget uenig" præcis dobbelt så stor som afstanden mellem "Uenig" og "Meget uenig". Selvom denne antagelse ofte bliver brugt, når skalaen bliver analyseret, er der ikke noget belæg for det, og denne fremgangsmåde er derfor "illigetim".
Skalaen har også vist sig at blive forstået forskelligt alt efter hvem, der besvarer spørgeskemaet. Et studie fandt eksempelvis i 2002, at der er forskel mellem etniske grupper i USA. Amerikanere med kinesisk og japansk herkomst svarede valgte i højere grad midterkategorien og udlod i højere grad at besvare enkelte spørgsmål end amerikanere af europæisk herkomst. Dette implicerer, at sammenligninger mellem etniske og kulturelle grupper, der har besvaret likertskalaen, må tage højde for det reliabilitetsbias, som den kulturelle varians introducerer.